# 宇文成都

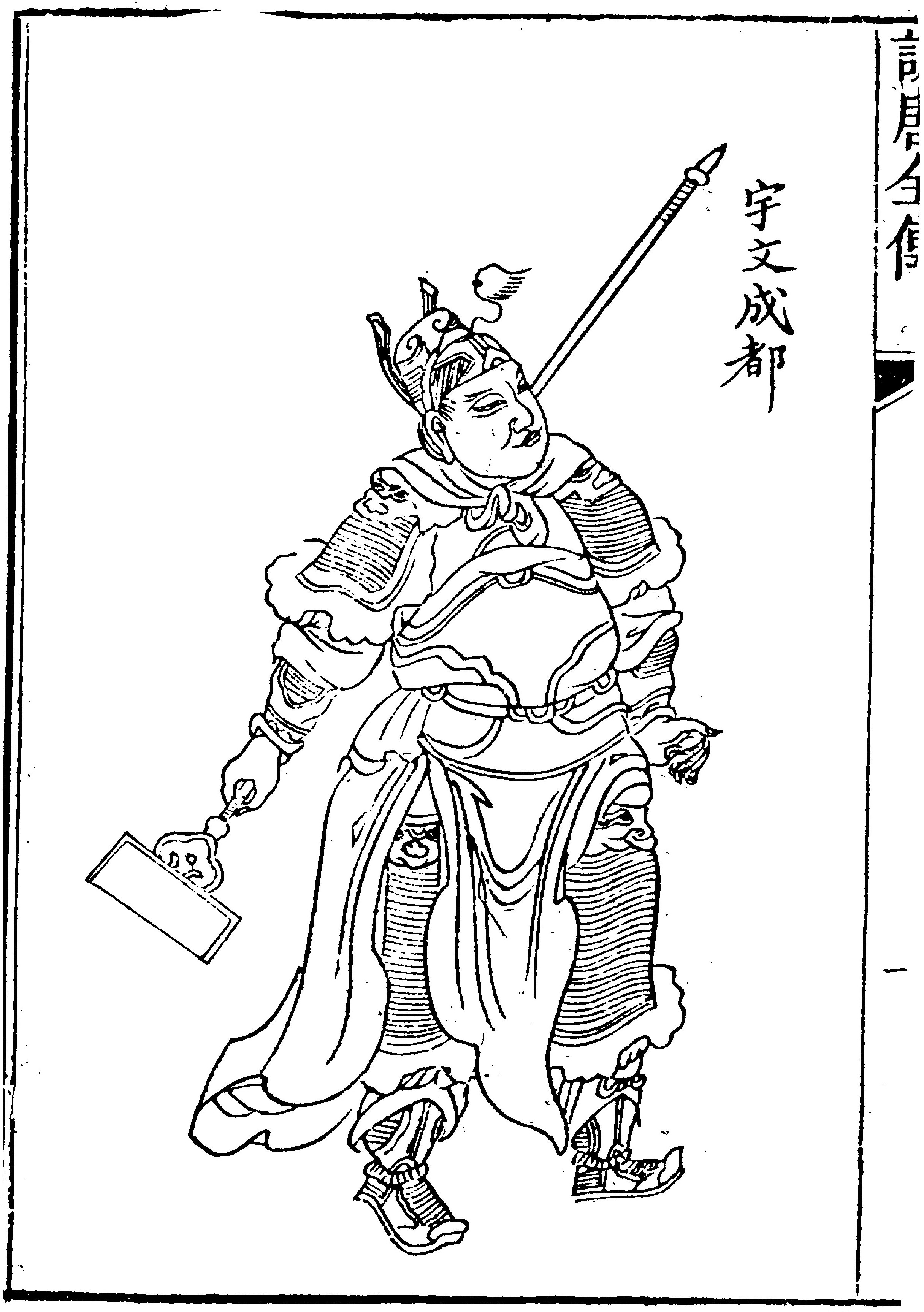
宇文成都

宇文成都，清代小说《说唐》中人物，宇文化及之子。隋炀帝封他为“天保大將軍”，兵器“凤翅镏金钂”重400斤，座骑“赤炭火龙驹”，号称“隋唐第二条好汉”。与瓦岗寨英雄为敌，帮助其父夺取隋朝天下。曾在晋阳与李渊之子李元霸比武，输给李元霸；最终在扬州被李元霸斬殺。
在黃易小說《大唐雙龍傳》中，宇文成都被設定為宇文閥四大高手之一，宇文閥閥主宇文傷之子，宇文化及的堂兄弟。因擊殺寇徐二人愛馬導致雙方結怨，在梁都攻防戰中被寇仲斬殺。
在动画片《隋唐英雄传》（2003年）中作为重要配角出场。在电视剧《隋唐演义》中亦有出场。